# 長嶋建吾
長嶋 建吾（ながしま けんご、1975年9月27日 - ）は、日本の元プロボクサー。群馬県出身。本名は長嶋 健吾（読み同じ）。第38代日本スーパーフェザー級王者。第30代OPBF東洋太平洋スーパーフェザー級王者。第52代日本ライト級王者。第42代OPBF東洋太平洋ライト級王者。初めて日本王座2階級制覇とOPBF2階級制覇を達成した人物。18（エイティーン）古河ボクシングジム所属。所属ジムの会長が父親という親子鷹で話題になった。群馬県立板倉高等学校卒業、法政大学中退。2006年3月、リングネームを本名から長嶋建吾へ改めた。

## 来歴
小学5年生から父である長嶋清18古河ジム会長の影響で、ボクシングを始める。サウスポースタイルで、高校2年生から大学1年生までべにばな国体・東四国国体・わかしゃち国体で3連覇を果たした。そのまま大学を中退。
1995年6月3日、6回戦でプロデビューし、6R判定勝ちを収めた。
1998年6月8日、OPBF東洋太平洋スーパーフェザー級王者三谷大和に12R判定勝ちし、同王座を獲得。以後平仲信敏、渡辺雄二らを退け3度防衛し、1999年6月16日に返上。
2002年1月19日、日本スーパーフェザー級王者キンジ天野に判定勝ちし、同王座を獲得。世界挑戦のため、日本王座を返上。
2002年8月24日、WBC世界スーパーフェザー級王座決定戦でシリモンコン・シンワンチャーに2回2分22秒KOで敗れ、世界王座獲得に失敗。
2003年10月4日、元日本ライト級王者で元日本スーパーライト級王者のリック吉村とサバイバルマッチを行い、10R判定勝ち。リックはこの試合を最後に引退。
2004年11月20日、日本ライト級王者嶋田雄大に判定負け。日本王座獲得に失敗。
2006年4月10日、リングネームを長嶋建吾に改め、日本ライト級王者伊藤俊介と対戦。3-0の判定勝ちで同王座を獲得。日本王座の2階級制覇を達成した。
2006年9月9日、元日本王者の久保田和樹と対戦し、最大9点差が付く大差で初防衛に成功。
2006年12月3日、ノンタイトル戦を五十嵐圭を相手に10R判定で勝利。
2007年4月21日、日本ライト級1位の石井一太郎と対戦し、10R判定勝ちで2度目の防衛に成功。
2007年10月20日、同級1位のリッキー・ツカモトと対戦し、10R判定勝ちで3度目の防衛に成功。その後12月5日返上。
2008年3月15日、世界前哨戦として元OPBF東洋太平洋スーパーバンタム級王者でWBOアジア太平洋スーパーフェザー級王者のジムレックス・ハカとの一戦に10R判定勝ちを収めた。
2009年3月29日、OPBF東洋太平洋ライト級王座決定戦でOPBF東洋太平洋ライト級2位としてOPBF東洋太平洋ライト級1位のランディ・スイコ（フィリピン）に12回3-0（2者が118-110、115-113）の判定勝利を収めOPBF王座の2階級制覇に成功し、史上初の日本王座とOPBF王座の2階級制覇王者となった。この試合に対し、東日本ボクシング協会の平成21年3月度月間敢闘賞を受けた。
2009年6月13日、古河市古河体育館で1位の趙喜在（韓国）と対戦し、9Rにダウンを奪われるなどしてポイントを失ったが、2-1の判定勝利で初防衛に成功した。
2010年1月16日、2度目の防衛戦で三垣龍次に10RTKO負けを喫し、同王座から陥落。試合後、引退を表明した。
2010年5月31日、古河市古河体育館で引退スパーリングの予定を変更してポンサトーン・スリスリー（タイ）と67.0kg契約8回戦の引退試合を行い、これにフルマークの判定勝利を収めて、試合後に引退式を行った。

## 戦績
- アマチュアボクシング：90戦80勝 (28KO・RSC) 10敗
- プロボクシング：45戦39勝 (18KO) 4敗 (1KO) 2分

| 戦           | 日付           | 勝敗 | 時間 | 内容     | 対戦相手                             | 国籍         | 備考 |
| ------------ | -------------- | ---- | ---- | -------- | ------------------------------------ | ------------ | ---- |
| 1            | 1995年6月3日   | ☆    | 6R   | 判定 3-0 | 金岡久史（ジャパンS）                | 日本         |      |
| 2            | 1995年8月5日   | ★    | 6R   | 判定 0-3 | 萩原篤（角海老宝石勝又）             | 日本         |      |
| 3            | 1996年1月6日   | ☆    | 1R   | KO       | 中川孝治（宮田）                     | 日本         |      |
| 4            | 1996年3月3日   | ☆    | 2R   | TKO      | 堀口雄次（全日本パブリック）         | 日本         |      |
| 5            | 1996年6月9日   | ☆    | 3R   | KO       | アルテミオ・キソン                   | フィリピン   |      |
| 6            | 1996年9月7日   | ☆    | 2R   | KO       | ローランド・プマル                   | フィリピン   |      |
| 7            | 1996年12月5日  | △    | 10R  | 判定 0-0 | フランシス・ベラスケス               | フィリピン   |      |
| 8            | 1997年4月6日   | ☆    | 10R  | TKO      | 森西孝男（江坂）                     | 日本         |      |
| 9            | 1997年7月29日  | ☆    | 3R   | KO       | 青木政孝（山神）                     | 日本         |      |
| 10           | 1997年9月1日   | ☆    | 6R   | 判定 3-0 | 佐藤正道（ピストン堀口）             | 日本         |      |
| 11           | 1997年10月24日 | ☆    | 8R   | TKO      | 岩元洋一（不二）                     | 日本         |      |
| 12           | 1998年2月7日   | ☆    | 3R   | KO       | ジョナサン・メルカード               | フィリピン   |      |
| 13           | 1998年6月8日   | ☆    | 12R  | 判定 3-0 | 三谷大和（三迫）                     | 日本         |      |
| 14           | 1998年10月3日  | ☆    | 12R  | 判定 3-0 | 平仲信敏（沖縄ワールドリング）       | 日本         |      |
| 15           | 1999年2月6日   | ☆    | 10R  | TKO      | 渡辺雄二（斎田）                     | 日本         |      |
| 16           | 1999年6月5日   | ☆    | 12R  | 判定 2-1 | イ・ドゥリョル                       | 韓国         |      |
| 17           | 1999年10月2日  | ☆    | 10R  | 判定 3-0 | ソン・ヤンス                         | 韓国         |      |
| 18           | 2000年2月5日   | ☆    | 5R   | KO       | フランキー・マムアヤ                 | インドネシア |      |
| 19           | 2000年6月3日   | ☆    | 10R  | 判定 3-0 | ジェフリー・オニャテ                 | フィリピン   |      |
| 20           | 2000年10月7日  | ☆    | 4R   | KO       | イ・ジョンボム                       | 韓国         |      |
| 21           | 2001年5月5日   | ☆    | 10R  | 判定 3-0 | 篠崎哲也（高崎）                     | 日本         |      |
| 22           | 2001年9月22日  | ☆    | 6R   | TKO      | チョ・カンイル                       | 韓国         |      |
| 23           | 2002年1月19日  | ☆    | 10R  | 判定 3-0 | キンジ天野（国際）                   | 日本         |      |
| 24           | 2002年8月24日  | ★    | 2R   | KO       | シリモンコン・シンワンチャー         | タイ         |      |
| 25           | 2003年2月1日   | ☆    | 6R   | TKO      | キル・ギオ                           | 韓国         |      |
| 26           | 2003年5月17日  | ☆    | 2R   | KO       | チャラームダム・シットラートラカーム | タイ         |      |
| 27           | 2003年7月6日   | ☆    | 10R  | 判定 3-0 | コントラニー・ポースラサック         | タイ         |      |
| 28           | 2003年10月4日  | ☆    | 10R  | 判定 3-0 | リック吉村（石川）                   | 日本         |      |
| 29           | 2004年2月7日   | △    | 10R  | 判定 1-1 | デニス・ローレンテ                   | フィリピン   |      |
| 30           | 2004年7月17日  | ☆    | 6R   | 棄権     | ペク・スンウォン                     | 韓国         |      |
| 31           | 2004年11月20日 | ★    | 10R  | 判定 0-3 | 嶋田雄大（ヨネクラ）                 | 日本         |      |
| 32           | 2005年5月21日  | ☆    | 10R  | 判定 3-0 | ソンコム・ジョッキージム             | タイ         |      |
| 33           | 2006年4月10日  | ☆    | 10R  | 判定 3-0 | 伊藤俊介（金子）                     | 日本         |      |
| 34           | 2006年9月9日   | ☆    | 10R  | 判定 3-0 | 久保田和樹（相模原ヨネクラ）         | 日本         |      |
| 35           | 2006年12月3日  | ☆    | 10R  | 判定 2-0 | 五十嵐圭（つるおか藤）               | 日本         |      |
| 36           | 2007年4月21日  | ☆    | 10R  | 判定 3-0 | 石井一太郎（横浜光）                 | 日本         |      |
| 37           | 2007年10月20日 | ☆    | 10R  | 判定 3-0 | リッキー・ツカモト（宮田）           | 日本         |      |
| 38           | 2008年3月15日  | ☆    | 10R  | 判定 3-0 | ジムレックス・ハカ                   | フィリピン   |      |
| 39           | 2008年7月19日  | ☆    | 1R   | KO       | 竹下寛刀（高砂）                     | 日本         |      |
| 40           | 2008年11月24日 | ☆    | 2R   | TKO      | レオパルド・ジョッキージム           | タイ         |      |
| 41           | 2009年3月29日  | ☆    | 12R  | 判定 3-0 | ランディ・スイコ                     | フィリピン   |      |
| 42           | 2009年6月13日  | ☆    | 12R  | 判定 2-1 | チョ・ヒジェ                         | 韓国         |      |
| 43           | 2009年10月4日  | ☆    | 1R   | KO       | チョンラシット・ムアンスリン         | タイ         |      |
| 44           | 2010年1月16日  | ★    | 10R  | TKO      | 三垣龍次（M.T）                      | 日本         |      |
| 45           | 2010年5月30日  | ☆    | 8R   | 判定 3-0 | ポンサトーン・スリスリー             | タイ         |      |
| テンプレート |                |      |      |          |                                      |              |      |

## 獲得タイトル

### アマチュア
- 第4回高校選抜フェザー級優勝
- 第47回国体少年の部フェザー級優勝
- 第48回国体少年の部ライト級優勝
- 第49回国体成年の部ライト級優勝

### プロ
- 第30代OPBF東洋太平洋スーパーフェザー級王座（防衛3）
- 第38代日本スーパーフェザー級王座（防衛0）
- 第52代日本ライト級王座（防衛3）
- 第42代OPBF東洋太平洋ライト級王座（防衛1）